# دوري أيرلندا الشمالية الممتاز 1890–91
دوري أيرلندا الشمالية الممتاز 1890–91 (بالإنجليزية: 1890–91 Irish League)‏ هو الموسم 1 من دوري أيرلندا الشمالية الممتاز. أشرف على تنظيمه الاتحاد الأيرلندي لكرة القدم، وفاز فيه نادي لينفيلد.